# Nieuw-Utrecht

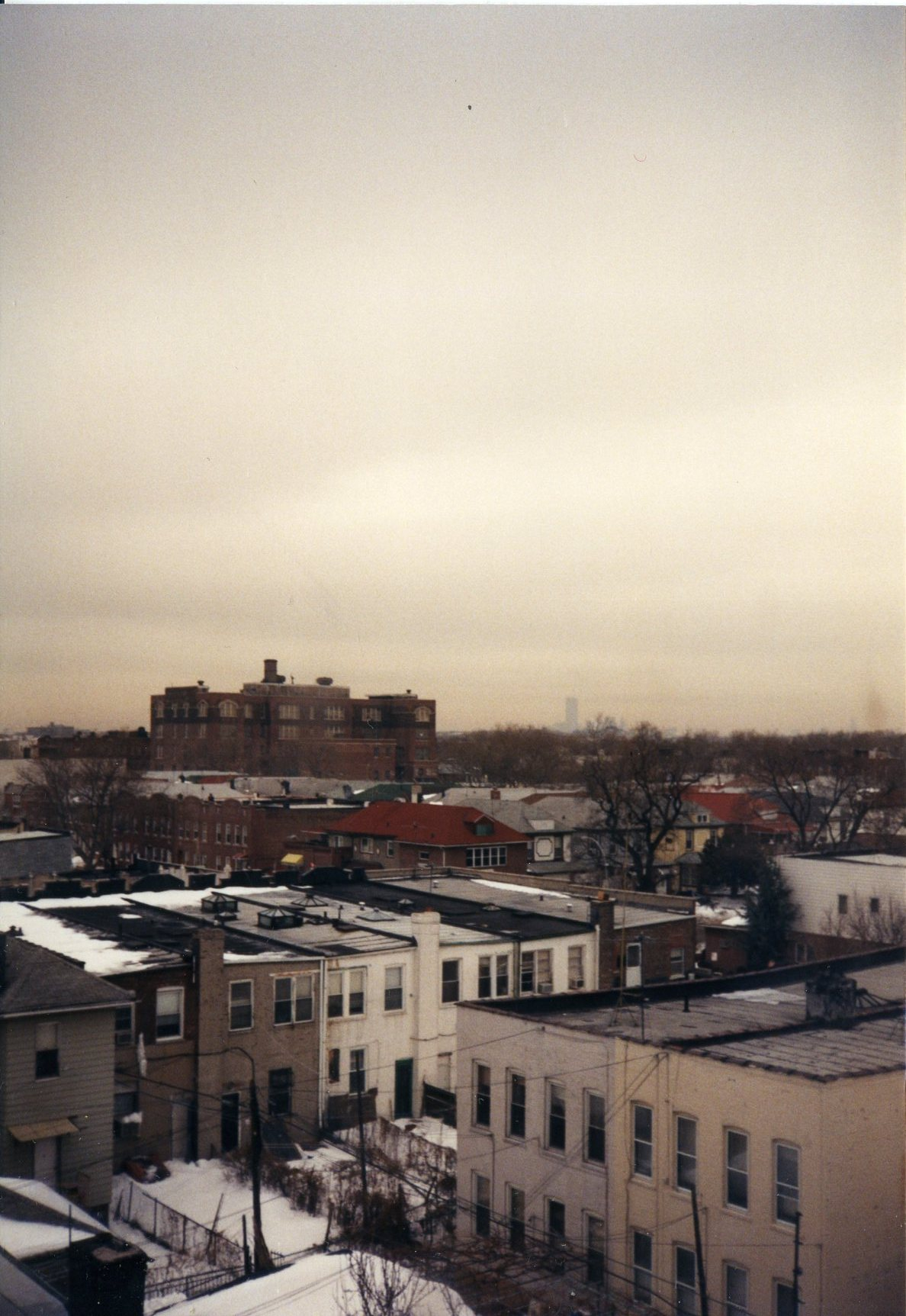
Stadsprofiel, New Utrecht

Nieuw-Utrecht of: New Utrecht is een voormalige nederzetting in Nieuw-Nederland en huidig stadsgebied in Brooklyn New York aan de oostkust van de huidige Verenigde Staten van Amerika.

## Geschiedenis
Het dorp werd gesticht in 1657 door Jacques Cortelyou als opvolger van Cornelis van Werckhoven die zich er in 1652 had gevestigd.
Van Werckhoven, die in 1655 overleed,
was afkomstig uit Utrecht en de nieuwe urbanisatie werd genoemd naar zijn geboorteplaats.
De nederzetting van tien à twintig huizen kreeg in 1661 rechten voor lokaal zelfbestuur. Het is een van de zes nederzettingen die in 1683 onder de Engelsen de borough Brooklyn zouden gaan vormen. De wijk heet tegenwoordig nog steeds 'New Utrecht'.

## Heden
De wijk op Long Island heeft metrostations aan de New Utrecht Avenue en aan de 55th Street en een middelbare school met de naam New Utrecht High School.

## Afbeeldingen

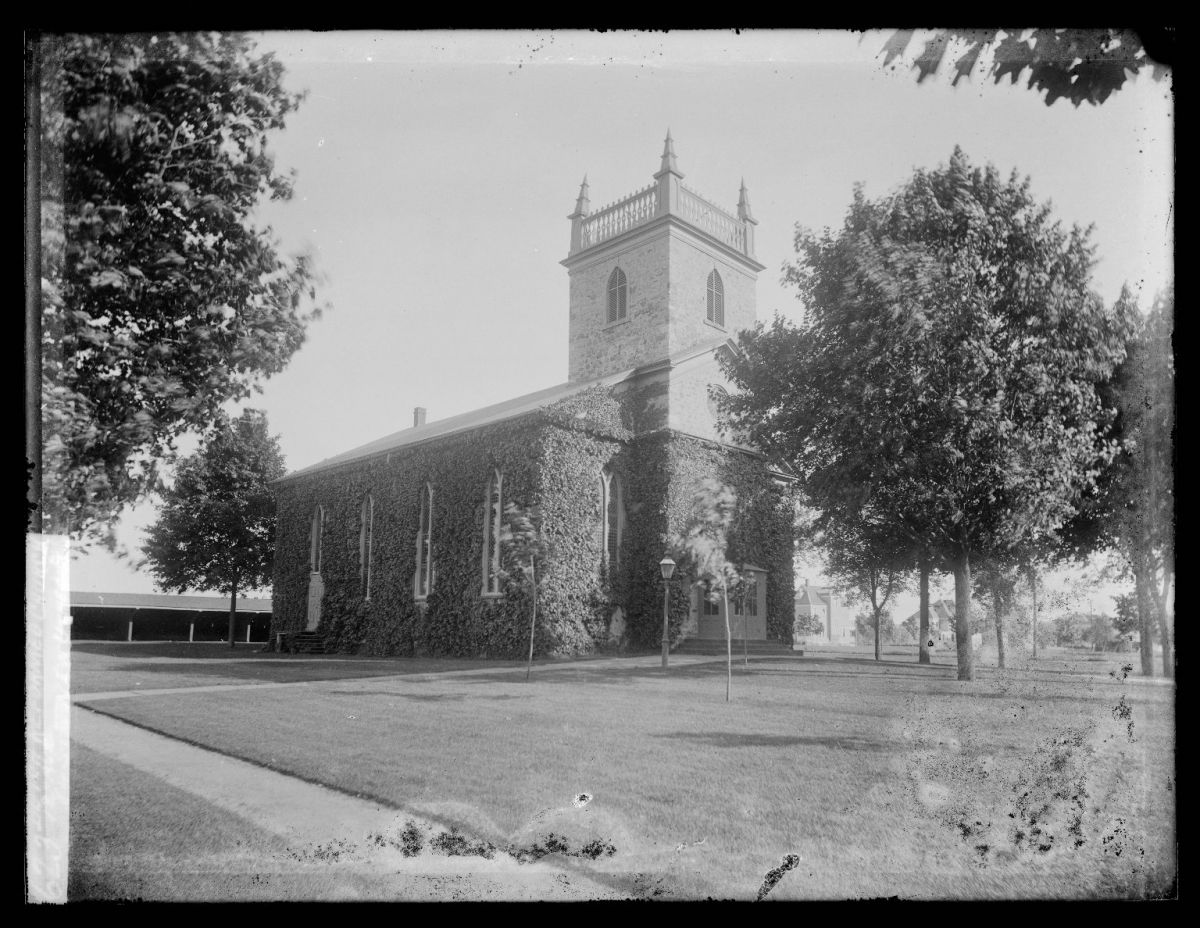
Nederlands Hervormde kerk, ca. 1900
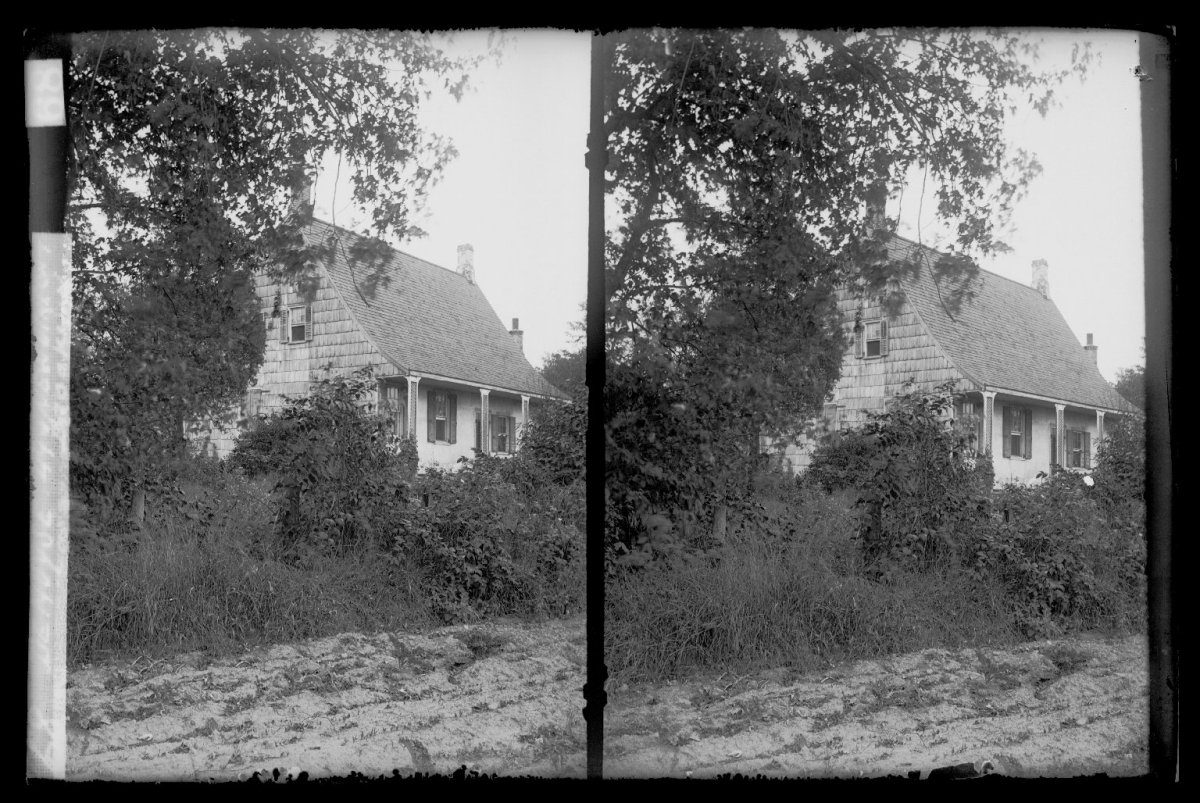
DeNyse Van Dyne House, ca. 1900
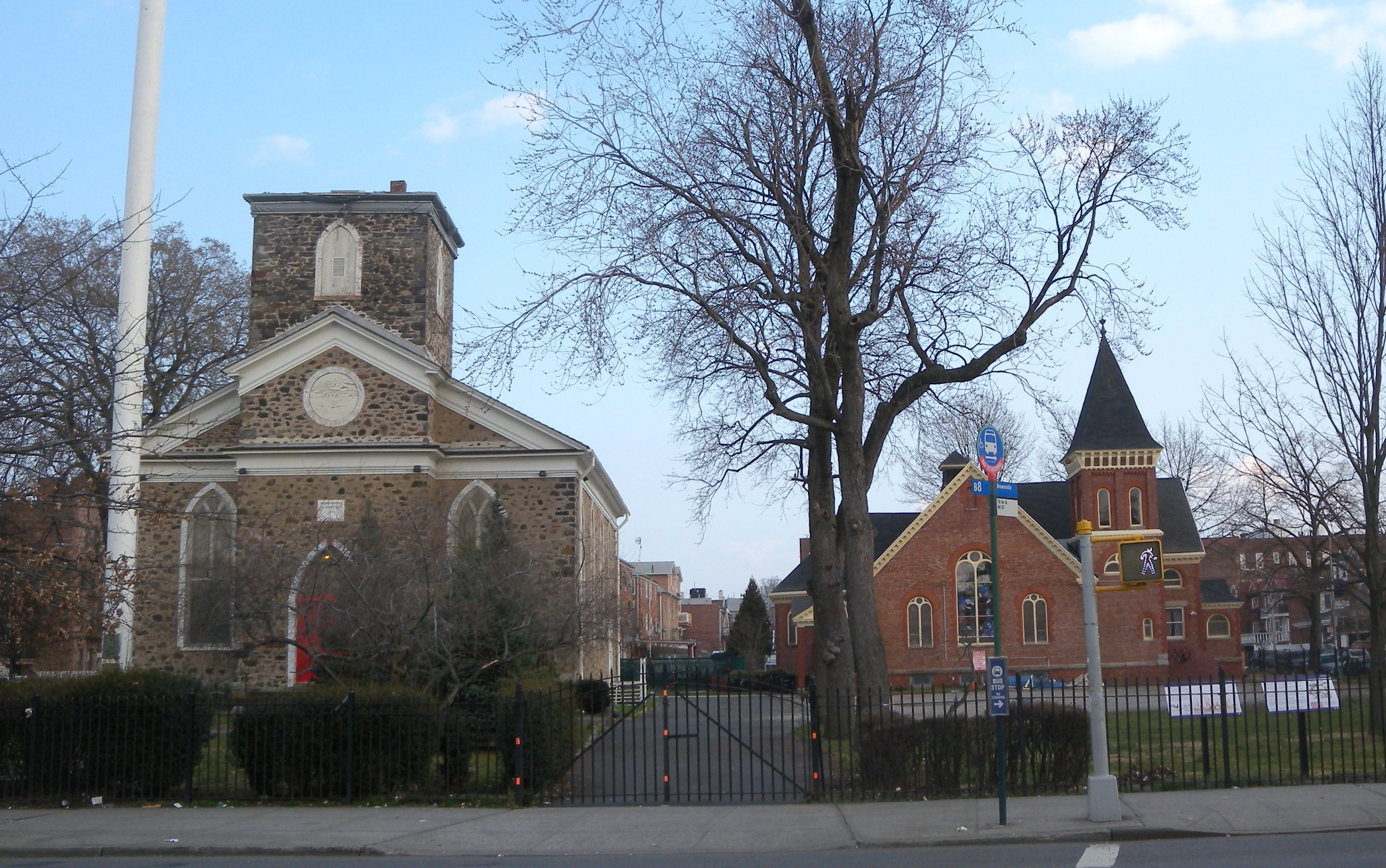
De hervormde kerk heden
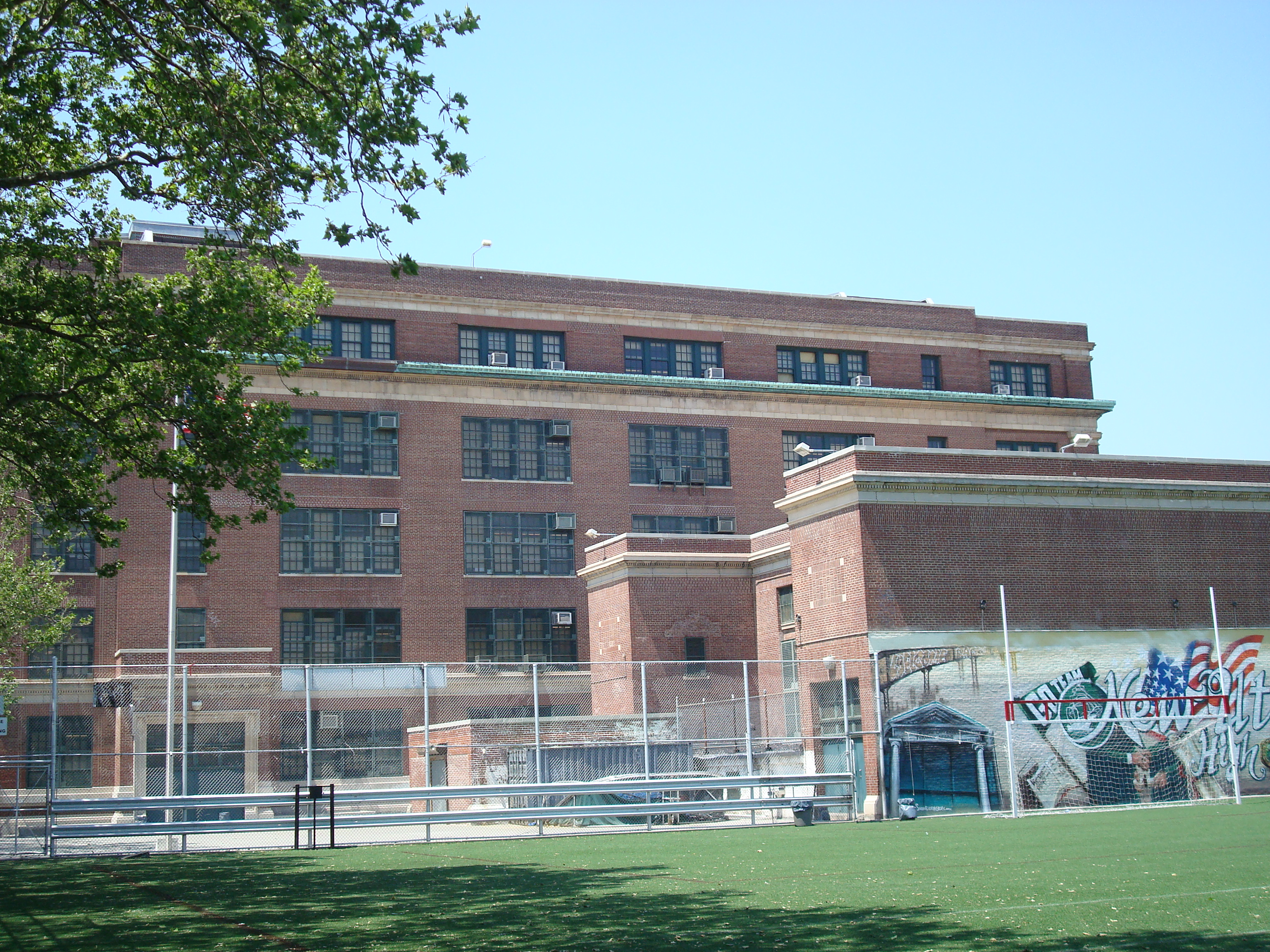
New Utrecht High School, 2007
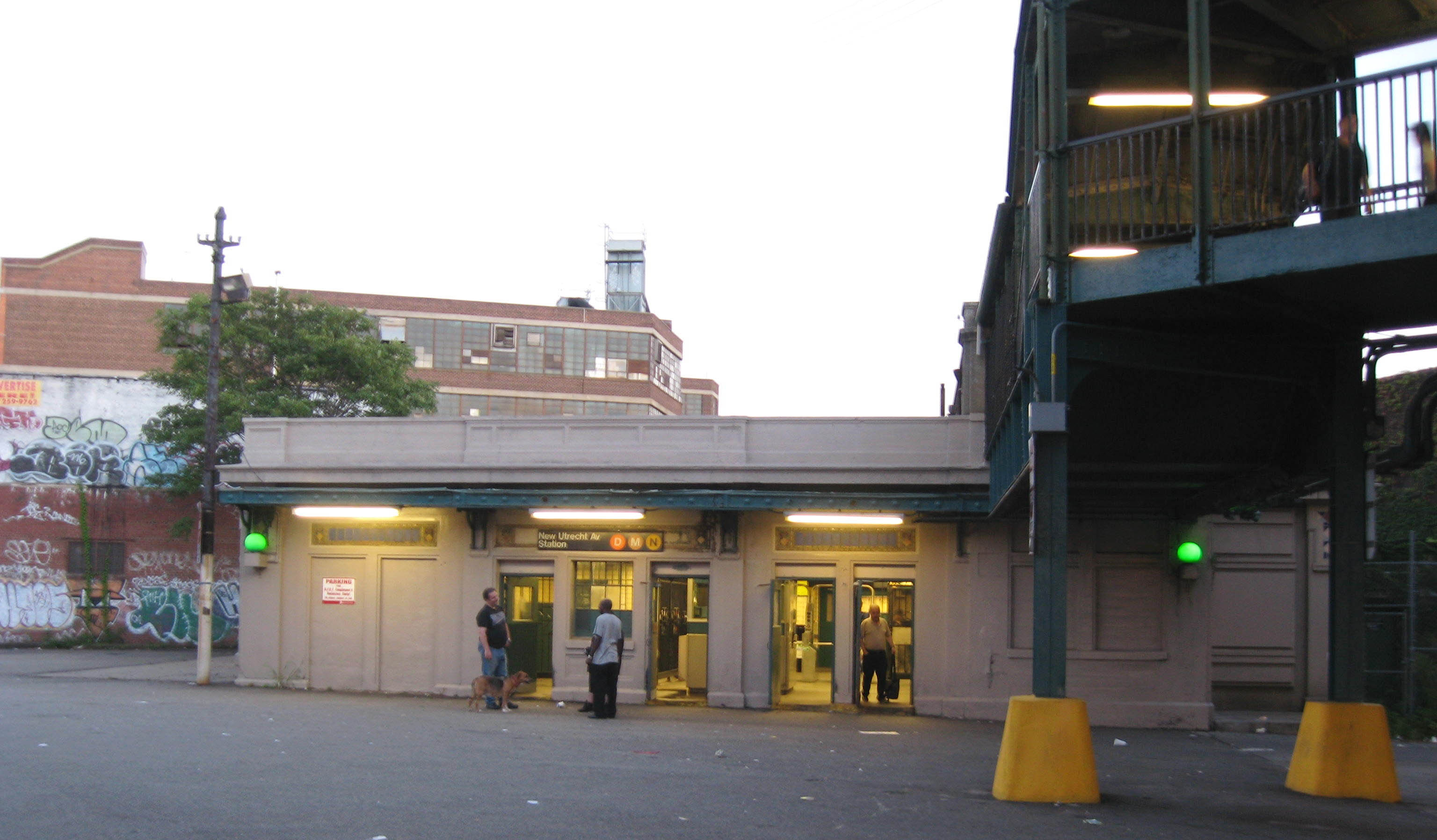
Station New Utrecht Avenue
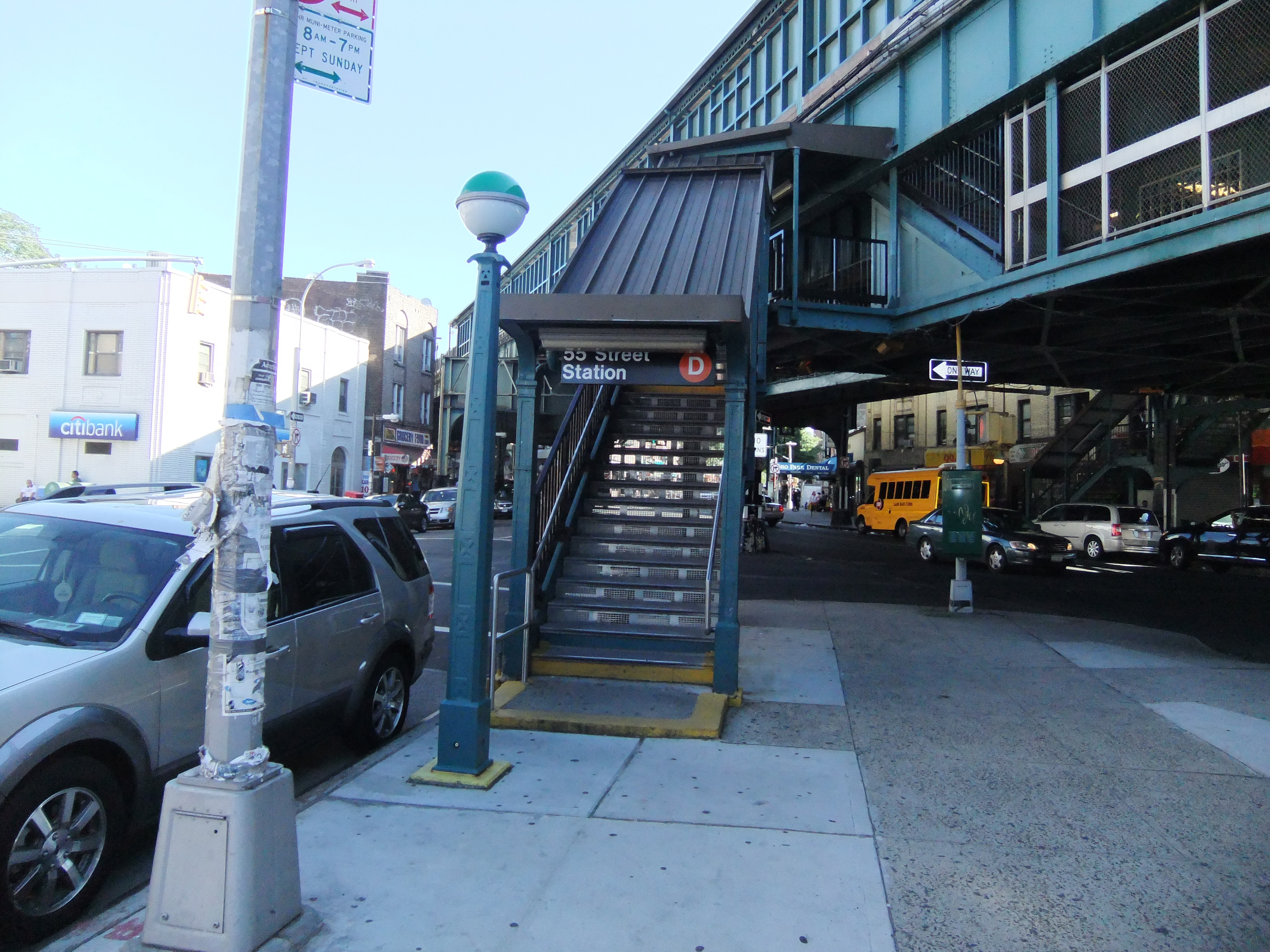
Station 55th Street